# Równina Wełtyńska

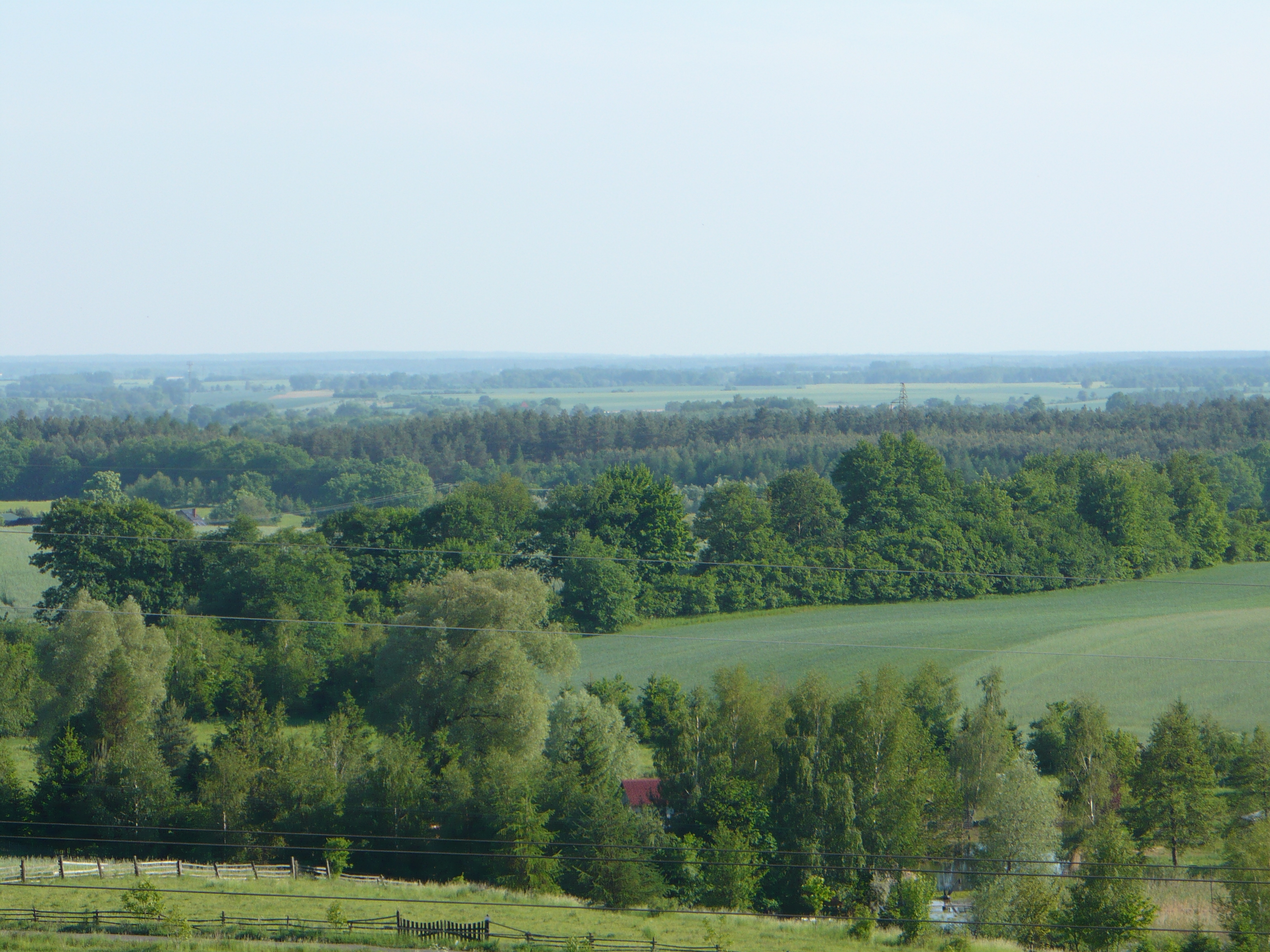
Polana Binowska i Równina Wełtyńska z Piasecznej Góry

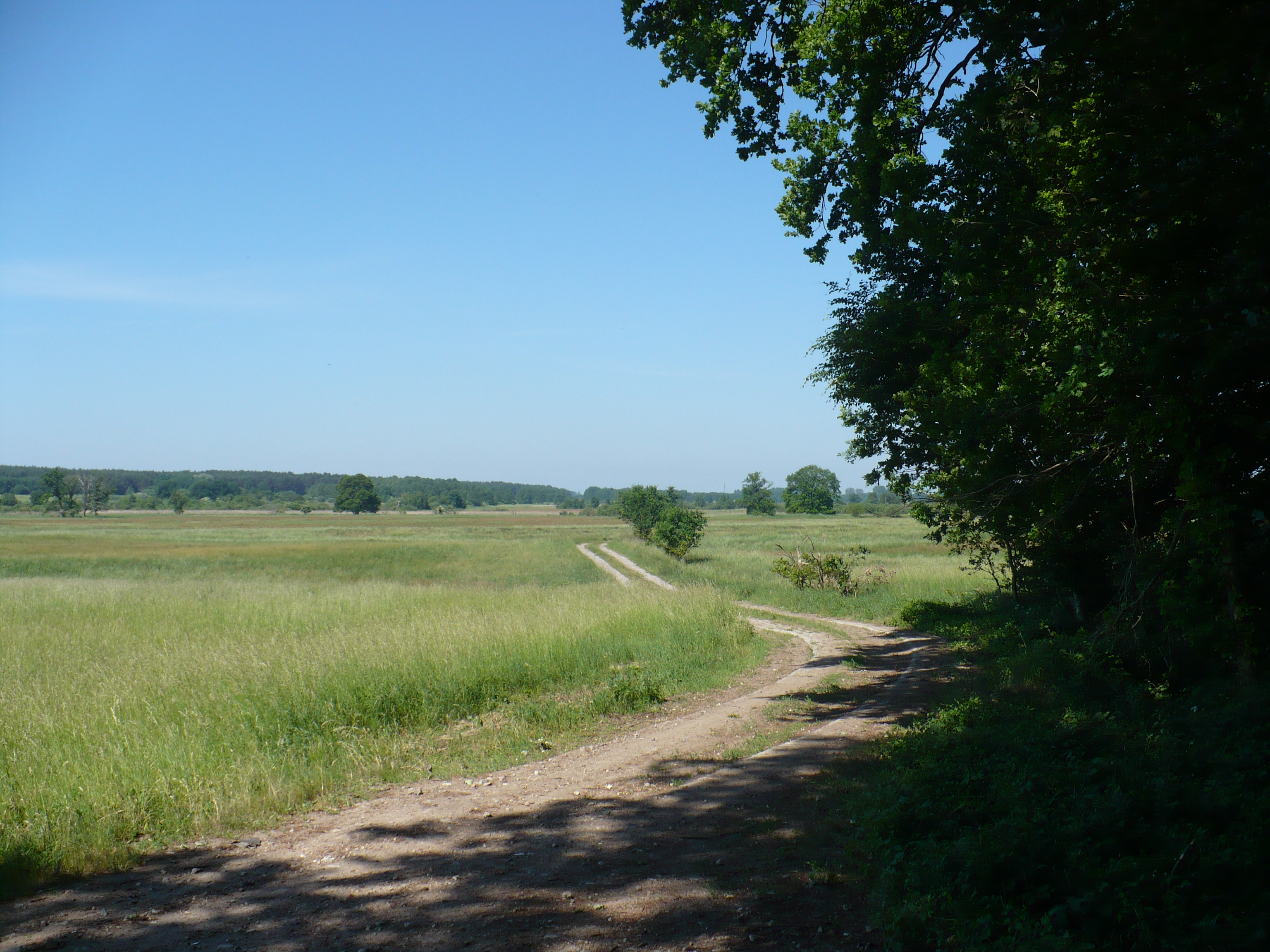
Południowe krańce Puszczy Bukowej i łąki w dolinie Krzekny pod Babinkiem

Równina Wełtyńska (313.28) – mezoregion fizycznogeograficzny; falista i pagórkowata wysoczyzna z płaskimi równinami, zagłębieniami i dolinami. Położona w północno-zachodniej Polsce, na wschód od Doliny Dolnej Odry i na południe od Puszczy Bukowej. Zajmuje powierzchnię 969 km². Obszar równiny zbudowany jest głównie z gliny morenowej. Część wschodnia bezleśna o charakterze rolniczym. Część zachodnia o większej lesistości, z urozmaiconym krajobrazem i z kilkoma jeziorami. Od południa przechodzi w Pojezierze Myśliborskie.

## Miejscowości
Gryfino, Banie, Widuchowa, Babin, Babinek, Bartkowo, Bielice, Chlebowo, Chwarstnica, Czepino, Daleszewo, Gardno, Krzywin, Linie, Lisie Pole, Lubanowo, Lubicz, Marwice, Mielenko Gryfińskie, Nowe Czarnowo, Ognica, Pacholęta, Pniewo, Radziszewo, Sobieradz, Wełtyń, Żelisławiec.

## Komunikacja
- Droga ekspresowa S3
- DK 31
- DW 119
- DW 120
- DW 121
- DW 122
- Linia kolejowa nr 273 (Szczecin → Chojna: Daleszewo Gryfińskie, Czepino, Gryfino, Dolna Odra, Nowe Czarnowo, Pacholęta, Widuchowa, Krzywin Gryfiński, Lisie Pole)

## Ochrona przyrody
Utworzony rezerwat przyrody:
- Wysoka Skarpa Rzeki Tywy

Projektowane rezerwaty przyrody:
- Łąki Storczykowe
- Mszar Gajki

## Hydrografia
- Jeziora: Wełtyń, Steklno, Jezioro Borzymskie, Gardzienko, Krzywienko, Jezioro Wirowskie, Jezioro Chwarstnickie, Wilczkowo, Kiełbicze
- Rzeki: Tywa, Omulna, Krzekna, Bielica

## Wzniesienia
- Sarbskie Górki
- Łysa Góra
- Blankowe Wzgórza
- Wietrzne Góry
- Wydma Daleszewska
- Góra Krajewskiego
- Góra Swochowska

## Turystyka
- Szlak Nadodrzański
- Szlak przez Trawiastą Buczynę
- Szlak Równiny Wełtyńskiej i Pojezierza Myśliborskiego
- Szlak Woja Żelisława
- Szlak Artyleryjski
- Szlak Stekliński
- Szlak Czepiński
- Szlak „Zielona Odra”
- Szlak rowerowy „Odrzańsko-Bukowy” (Gryfino→Żabnica→Daleszewo→Jeż.Binowskie→Wełtyń→Gryfino)
- Szlak rowerowy „Wełtyńsko-Tywiański” (Gryfino→Wełtyń→Chwarstnica→Mielenko Gryf.→Wirów→Gryfino)
- Szlak rowerowy „Leśny” (Gryfino→Bartkowo→Gajki→Pacholęta→Krzypnica→Krzywy Las→Gryfino)
- Szlak rowerowy „Stekliński” (Gryfino→Wirów→Bartkowo→Steklno→Nowe Czarnowo→Żórawki→Gryfino)
- Tywa – spływy kajakowe

Baza hotelowa zlokalizowana głównie w Gryfinie i najbliższych okolicach. Ośrodki wypoczynkowe i gospodarstwa agroturystyczne m.in. w Wełtyniu, Widuchowej, Steklnie, Żelisławcu, Osuchu i Żelechowie.